# My Reflection
My Reflection é um DVD de Christina Aguilera, lançado em 2001. O show antes de ser lançado em DVD foi exibido em um especial de uma hora na  ABC por volta do Natal de 2000. O show televisionado teve 10,5 milhões de telespectadores. O DVD foi certificado ouro pela  RIAA e platina na Austrália.

## Faixas
1. Reflection
2. Genie in a Bottle
3. Come on Over Baby (All I Want Is You)
4. What a Girl Wants
5. So Emotional (with Lil' Bow Wow)
6. I Turn to You
7. At Last
8. Contigo En La Distancia
9. Climb Every Mountain
10. Falsas Esperanzas
11. Alright Now
12. Merry Christmas, Baby (com Dr. John)
13. Have Yourself A Merry Little Christmas (com Brian McKnight)
14. Christmas Time (com Lil' Bow Wow)

Bônus Especiais
Videoclipes
- Genio Atrapado
- Por Siempre Tú
- Ven Conmigo
- The Christmas Song

## Charts
| Chart (2001)                    | Peak position |
| ------------------------------- | ------------- |
| Australia Music Videos (ARIA)   | 8             |
| US Top Music Videos (Billboard) | 1             |